# Una pentola grande e una piccina
Una pentola grande e una piccina è un mito dei Masciona (una popolazione di etnia bantu stanziata fra Zimbabwe, Rhodesia e Mozambico), sull'origine del mondo, su quali funzioni siano assegnate agli astri e quale sia il ruolo degli agenti atmosferici. Si tratta di una storia sacra trasmessa per via orale utile anche per rinsaldare e unificare la comunità. Il mito ha la funzione primaria di descrivere come andarono i fatti all'origine della vita, quando da un caos primordiale si diffuse la vita degli esseri viventi.

## Trama
È la storia di un giovane incuriosito dalla notizia che il re conservi il Sole e la Luna dentro una grande pentola. Per placare la sua curiosità decide di mettersi al servizio del re chiedendo anche di sposare una delle sue dodici figlie mute. Riesce nell'impresa di sposarne due, che lo amano. Un giorno il giovane waranda ("cortigiano fedele") incontra una vecchia a cui presta un aiuto. La donna per contraccambiare il favore gli regala una pentolina piena d'acqua che grazie ad un incantesimo ha il potere di donare la parola dapprima alla due mogli del giovane e poi anche a tutte le altre figlie del re. Successivamente il giovane stringe amicizia con il topo che sorveglia i dadi del re grazie ai quali rintraccia la grande pentola contenente il Sole e la Luna. Il giovane apre la pentola e fa fuggire il Sole e la Luna che salgono rapidamente nel cielo. Il re si adira con il giovane dopo questo fatto e lo scaccia via dal suo regno.